# Erez Lustig
Erez Lustig (in ebraico ארז לוסטיג‎?; Tel Aviv, 30 aprile 1933 – 4 febbraio 2021) è stato un cestista israeliano.

## Carriera
Con Israele partecipò a due edizioni dei Campionati europei (1959, 1961).

## Palmarès
- Campionato israeliano: 2

Hapoel Tel Aviv: 1959-60, 1960-61
- Coppa di Israele: 1

Hapoel Tel Aviv: 1961-62